# Trichogramma longxishanense
Trichogramma longxishanense är en stekelart som beskrevs av Lin 1994. Trichogramma longxishanense ingår i släktet Trichogramma och familjen hårstrimsteklar. Inga underarter finns listade i Catalogue of Life.